# Heinrich Friedrich Roux
Heinrich Friedrich Roux (* 23. November 1728 in Jena; † 16. März 1791 ebenda) war ein deutscher Romanist, Lexikograf und Fechtmeister.

## Leben und Werk
Friedrich Roux war ein Sohn des Französischlehrers der Universität Jena François Roux (1674‒1750) und seiner zweiten Ehefrau Eleonora Christina geb. Andreae († 19. November 1752 in Jena), Tochter des Rudolstädter Stadtpredigers Johann Michael Andreae (1657‒1711). Friedrich studierte die Rechte in Jena; nach 1752 war er als Französischlehrer tätig und etwa ab 1761 als öffentlicher Privilegirter Sprachmeister.
Auf der Basis eines bereits existierenden Wörterbuchs seines Vaters erstellte er 1779–1780 ein zweisprachiges Wörterbuch Französisch-Deutsch und Deutsch-Französisch, dessen Teil D–F erheblich erweitert war. Dieses im Berliner Verlag Arnold Wever erschienene Wörterbuch erschien ab der zweiten Auflage unter dem Namen von Jean-Charles Laveaux und wurde sehr erfolgreich.
Friedrich war ein hervorragender Fechter. Es ist überliefert, dass er bis zum Tod des Fechtmeisters Johann Wolfgang Bieglein-Kreußler 1780 dessen Vorfechter war; sehr wahrscheinlich hat er auch eine anonyme Fechtlehre in Kreußlerscher Tradition verfasst. Mit ihm begann in Jena eine Fechtmeisterdynastie, die bis zu Paul Roux († 1935) reichte.
Friedrich Roux verehelichte sich am 4. Oktober 1758 in Jena mit Johanna Magdalena Bittermann (* 31. Januar 1741 in Jena; † 20. Februar 1821 ebenda), Tochter des Schuhmachermeisters Johann Friedrich Bittermann und seiner zweiten Ehefrau Johanna Maria geb. Sonneschmidt verw. Müller. Aus der Ehe gingen 10 Kinder hervor, darunter:
- Johann Friedrich Gottlieb Roux (* 8. Mai 1760 in Jena; † 1828 in Tübingen), zum Studium eingeschrieben am 22. Oktober 1777[6], Fechtmeister an der Universität Tübingen 1794‒1821.[7]
- Johann Adolph Carl Roux (1766–1838), Turnlehrer und Fechtmeister an der Universität Erlangen.
- Jakob Roux (1771–1830), Maler.
- Johann Wilhelm Roux (* 17. Juni 1777 in Jena; † 1. April 1846 in Meiningen). Nach dem Studium in Jena[8] war er ab 1805 Hoffechtmeister[9] in Gotha, auch Mathematiklehrer und Pagenhofmeister. Von 1828 bis 1835 Lehrer am Gymnasium in Meiningen. Wilhelm verehelichte sich am 22. April  1805 in Jena mit Luise Hennings. In der Ehe wurden 10 Kinder geboren, darunter:
  - Johann Friedrich Wilhelm Theodor Roux (* 23. September 1806 in Gotha; † 16. August 1880 in Kassel), wurde Kunst- und Porträtmaler in Gotha und Meiningen, etablierte sich 1834 in Kassel und arbeitete ab etwa 1840 auch als Photograph; ab 1861 Hofphotograph.[10]
  - Wilhelm Roux (1817‒1897), Fechtmeister an der Universität Jena; Vater und Großvater von Fechtmeistern.
    - Ludwig Cäsar Roux (* 27. Juni 1843; † 20. Mai 1913), Fechtmeister in Leipzig
      - Paul Roux (* 26. Mai 1870; † 28. Oktober 1935), Fechtmeister in Leipzig

    - Wilhelm Roux (* 9. Juni 1850; † 15. September 1924), Anatom und Entwicklungsbiologe

## Werke (Auswahl)
- Ode Présentée A Messievrs Les Doctevrs Et Professevrs De L' Illvstre Academie De Iene Á L' Occasion Des Solemnités De Son Second Ivbilé par Henri Fréderic Rovx, maitre de la langve françoise. Jena 1758. Digitalisat.
- Les oeuvres de Monsieur de Molière, nouvelle edition revue, corrigee et augmentee de lʼexplication de mots et des phrases les plus difficiles. Leipzig, Tome 1: 1752; Tome 2: 1760; Tome 3: 1761. Spätere Aufl. Tome 1, Tome 2, Tome 3: 1780.
- Les contes et fables de feu Messire F. D. S. D. L. M. Fénelon. Augmentés de quelques remarques touchant la mythologie et l’histoire ancienne, et de plusieurs autres fables choisies. Traduites de l’Allemand par Henri Frédéric Roux. Jena 1762. (PDF)
- Théâtre françois ou recueil des plus belles pièces dramatiques en vers et en prose tirée des meilleurs auteurs avec l’explication des idiotismes et des phrases les plus difficiles, 2 Bde., Jena 1763–1767
- Discours élémentaire et raisonné sur les principales difficultés de la langue françoise. Jena 1778. Digitalisat.
- Nouveau dictionnaire François-Allemand et Allemand-François à l’usage des deux nations contenant tout ce qui est du ressort des deux langues en tout genre de propriété, d’arts et de science, &c. Ouvrage soigneusement redigé, refondu et rendu plus complet qu’aucun lexique qui ait paru jusqu’à ce jour. 1, formant la partie françoise expliquée par l’ allemand contenant tout ce qui est du ressort des deux langues en tout genre de propriété, d’arts et de science, &c. Ouvrage soigneusement redigé, refondu et rendu plus complet qu’aucun lexique qui ait paru jusqu’a ce jour. Par une société de gens de lettres, et revu et corrigé, pour la partie de l’ortographe et de l’accentuation, suivant la méthode et les régles de l’Académie françoise, par Henri Fréderic Roux, maître de langue françoise dans l’université de Jène, 2 Bände, Berlin 1779–1780
- Versuch über das Contrefechten auf die rechte und linke Hand; nach Kreüßlerischen Grundsätzen. Jena 1786. Digitalisat. (anonym)

## Nachweise
1. ↑  Eingeschrieben als „Henric. Fridericus Roux“ am 4. August 1747 (Matrikel der Universität Jena 1739‒1764, S. 64v).
2. ↑  „maître de la langue françoise“, vgl. seine Ode 1752.
3. ↑  Hochfürstl. Sachsen-Weimar- und Eisenachischer Hof- und Address-Calender, auf das Jahr 1762, S. 49, bis […] auf das Jahr 1791, S. 54.
4. ↑  Vgl. Wilhelm Roux, Die Kreusslerʼsche Stossfechtschule usw. S. V. (Dabei hat Wilhelm seinem Großvater Heinrich Friedrich jedoch fälschlich den Vornamen seines Urgroßvaters (Franziskus) gegeben.)
5. ↑  Beigesetzt am 23. Februar (Privilegirte Jenaische Wöchentliche Anzeigen vom 27. Februar 1821, Beerdigte).
6. ↑  „Jo. Fr. Gottlob Roux. Jenens.“ (Die Matrikel der Universität Jena 1764‒1801, S. 57r)
7. ↑  Vgl. Churfürstlich-Württembergisches Adreß-Buch, auf das Jahr 1805, S. 247; Oskar Roux: Der Réfugié usw. 1928, S. 44 (mit Porträt); S. Schöttle: Männer von Welt. Exerzitien- und Sprachmeister am Collegium Illustre und an der Universität Tübingen 1594–1819. Stuttgart 2016. ISBN 978-3-17-031383-5, S. 484‒486.
8. ↑  Eingeschrieben als „Jo. Guil. Roux“ am 30. Juli 1800 (Matrikel der Universität Jena 1764‒1801, S. 157r).
9. ↑  Vgl. seine Anleitung zur Fechtkunst von 1808 (Digitalisat); Oskar Roux: Der Réfugié usw. 1928, S. 53‒55.
10. ↑  Kurfürstlich Hessisches Hof- und Staats-Handbuch auf das Jahr 1862, S. 72; Oskar Roux: Der Réfugié usw. 1928, S. 64f.

| Personendaten    | Personendaten                                 |
| ---------------- | --------------------------------------------- |
| NAME             | Roux, Heinrich Friedrich                      |
| ALTERNATIVNAMEN  | Roux, Henri Frédéric; Roux, Friedrich         |
| KURZBESCHREIBUNG | deutscher Romanist, Lexikograf und Fechtlehre |
| GEBURTSDATUM     | 23. November 1728                             |
| GEBURTSORT       | Jena                                          |
| STERBEDATUM      | 16. März 1791                                 |
| STERBEORT        | Jena                                          |